# Meloe babatagicus
Meloe babatagicus is een keversoort uit de familie van oliekevers (Meloidae). De wetenschappelijke naam van de soort is voor het eerst geldig gepubliceerd in 1986 door Pripisnova.